# Мінойська мова
Мінойська мова — мова (чи мови) давньої Мінойської цивілізації острова Крит, записана критськими ієрогліфами і пізніше лінійним письмом А. Була в офіційному використанні близько 1800—1450 до н. е. Оскільки критські ієрогліфи не розшифровані, а лінійне письмо А розшифроване лише частково, Мінойська мова лишається невідомою і некласифіковною. За знайденими натепер зразками неможливо впевнено говорити, що ці дві системи письма використовувались для тої самої мови, чи навіть що одна мова використовувала ці дві системи.
Еокритська мова, відома з декількох надписів зі східного Криту грецькою абеткою, що однозначно не грецькі, на 1000 років пізніше, можливо походила від Мінойської, але вона також некласифікована.

## Традиція
Мінойська мова головним чином відома з написів Лінійним письмом А, що значно відрізняються від лінійного письма Б. Перші ієрогліфи датуються першою половиною 2-го тисячоліття до н. е. Тексти лінійного письма А, переважно написані на глиняних табличках, знайшли по всьому Криту у більш ніж 40 місцях.

### Єгипетські тексти
З 18-й династії Єгипту відомі 4 тексти, що містять імена і фрази мовою Кефтіу. Вони написані єгипетськими ієрогліфами, що дозволяє уточнити вимову.
- Великий Папірус Харріса (лат. Papyrus magicus Harris XII, 1-5); Початок 18-й династії: фраза мовою Кефтіу[1].
- Дошка для письма (B.M. 5647); рання 18-та династія: шкільна дошка з іменем мовою Кефтіу[2].
- Лондонський медичний папірус (B. M., 10059); кінець 18-ї династії: Два заговори проти хвороб (# 32-33)
- Список Егейських місць[de]: Деякі критські місцеві назви.

На базі цих текстів можна відтворити фонетичну систему мінойської мови. Можна вважати, що вона містила такі приголосні фонеми:
|                      | Губно-губні | Зубні | Ясенні | Середньопіднебінні | Задньопіднебінні | Язичкові | Глотальні |
| -------------------- | ----------- | ----- | ------ | ------------------ | ---------------- | -------- | --------- |
| Носові               | m           |       | n      |                    |                  |          |           |
| Проривні             | p b         | t d   |        |                    | k                | q        |           |
| Щілинні (фрикативні) |             |       | s      |                    |                  |          | h         |
| Дрижачі              |             |       | r      |                    |                  |          |           |
| Апроксиманти         |             |       |        | j                  | w                |          |           |

## Класифікація
Мінойська мова є некласифікованою; чи можливо кількома мовами, писаними тим самим письмом.
Без якихось висновків були спроби порівняти її з індо-європейською, а також із семітською групами мов.
Гарет Овенс (Gareth Alun Owens) розглядає мінойську мову як відгалуження індо-європейських мов, що сталося близько 8 тис. р. до н. е. під час міграції з АнатоліЇ на Крит.
Можливий зв'язок із гіпотетичною Тірренською групою мов, що були до-індоєвропейським субстратом європейського Середземномор'я, висунув італійський вчений Джуліо Фачетті (Giulio M. Facchetti).